# Škofja Loka

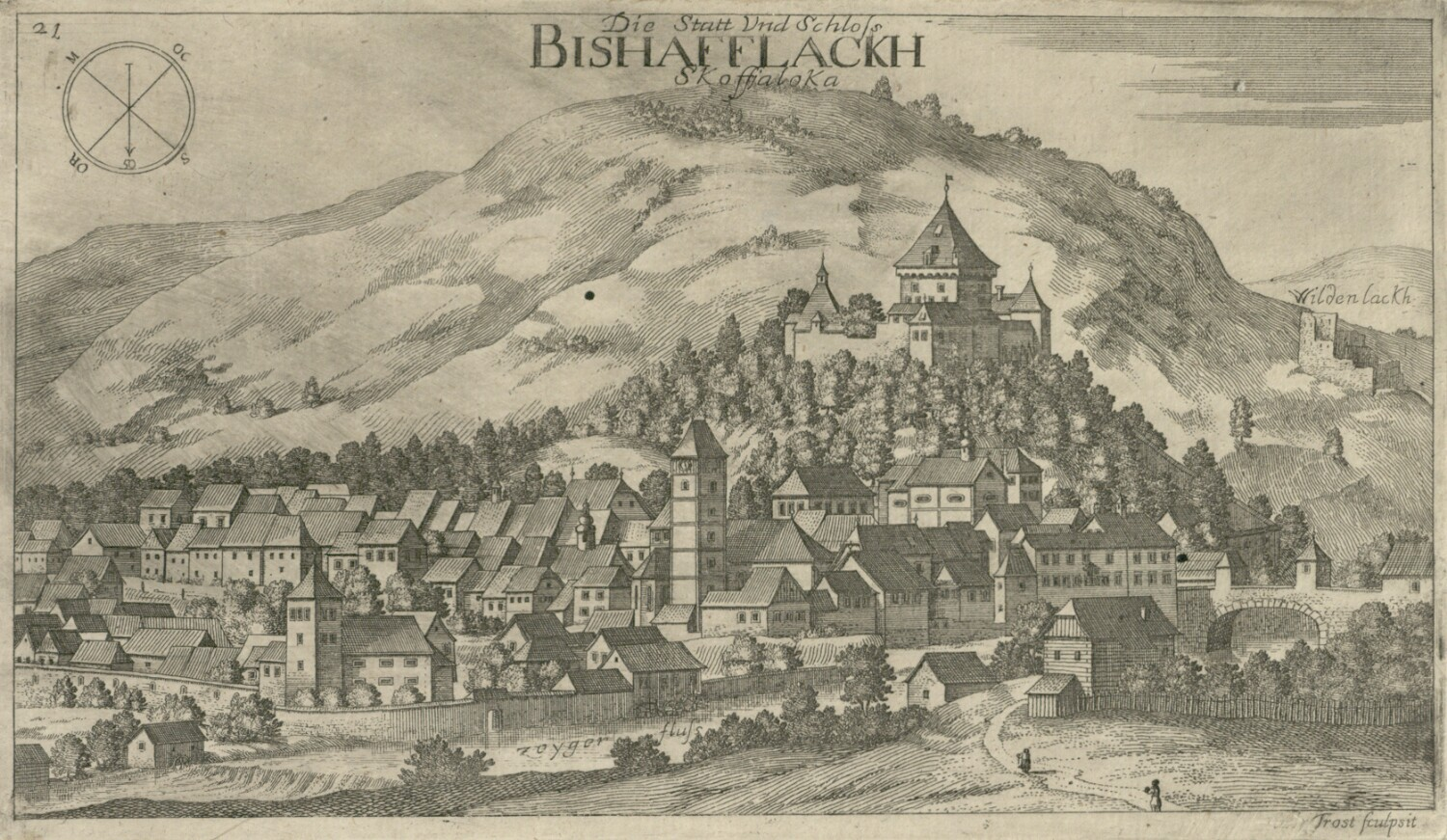
Bischoflack im 17. Jahrhundert

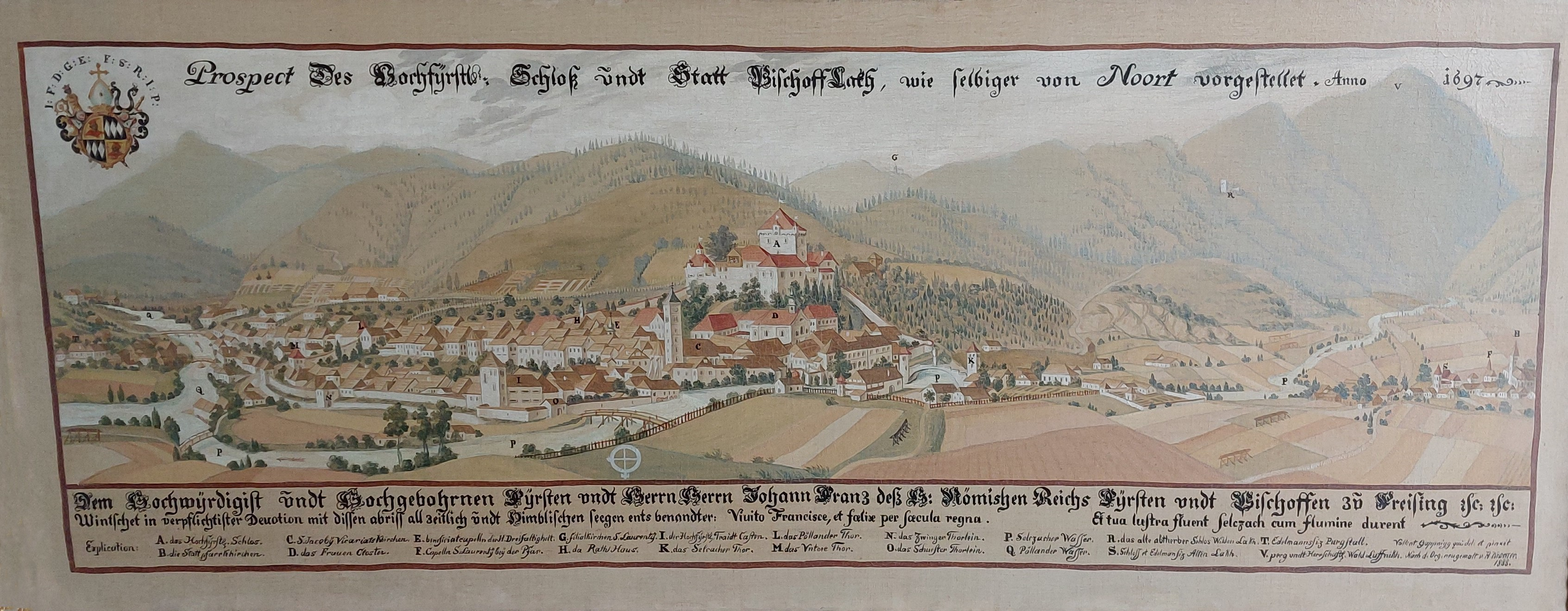
Bischoflack 1697 auf einem Gemälde im Fürstengang in Freising

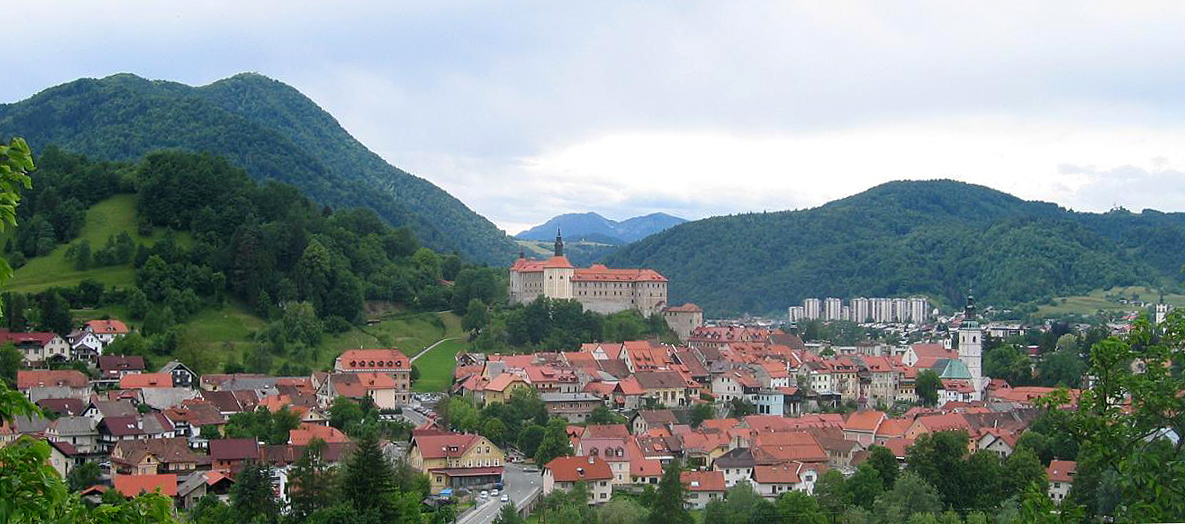
Škofja Loka

Die Stadt Škofja Loka (deutsch Bischoflack, Bischofslack, 1941–1945 Laak an der Zaier) ist eine Kleinstadt in der historischen Landschaft Oberkrain in Slowenien. Sie gehört heute zur Region Gorenjska. Die Stadt ist Hauptort und Sitz der Gemeinde Škofja Loka mit über 60 Ortschaften und Siedlungen.
Die Stadt unterhält eine Gemeindepartnerschaft mit Zell in Kärnten.

## Geschichte
Während der deutschen Besatzung im Zweiten Weltkrieg trug die Stadt den amtlichen deutschen Namen Laak an der Zaier. Seit der Zugehörigkeit zu Jugoslawien und später zu Slowenien trägt die Stadt den heutigen Namen Škofja Loka.
Das Stadtwappen zeigt den Freisinger Mohr, denn Bischoflack gehörte zum Hochstift Freising. An zahlreichen Häusern der Altstadt ist noch das Freisinger Wappen zu sehen.

### Mittelalter
Der Ortsname Škofja Loka erinnert an die deutsche Gründung dieses Ortes und heißt deutsch Bischoflack, wobei Bischof althochdeutsch biscof, slowenisch škof und Au slowenisch Loka bedeutet. Dem Fürstbischof von Freising, damals Abraham von Freising, wurde das Gebiet am 30. Juni 973 von Kaiser Otto II. geschenkt. In der Schenkungsurkunde erfolgte die erste urkundliche Erwähnung.
Der strategisch am Zusammenfluss von Selzacher (Selska) und Pöllander (Poljanska) Zaier (Sora) gelegene Ort wurde von den Freisinger Bischöfen planmäßig zu einem Verwaltungsmittelpunkt ihrer Herrschaft ausgebaut: 1248 wurde das Marktrecht aktenkundig, 1262 wurden die Einwohner „cives“ (Bürger) genannt, 1310 erhielt Bischoflack das Stadtrecht. Die Stadtmauer wurde schon vor 1286 urkundlich erwähnt; mit ihren fünf Toren stammt sie aus dem 14. Jahrhundert. Die zu Bischoflack gehörige Herrschaft der Bischöfe von Freising umfasste schließlich ein Gebiet von rund 500 km² und an die 200 Dörfer.
Die Bischöfe entfalteten in den „folgenden Jahrhunderten eine beachtliche Siedlungsbewegung“ und riefen zum Aufbau der Stadt und zur Urbarmachung des dünnbesiedelten Umlandes vorwiegend deutsche Kolonisten ins Land, besonders für das Tal der Selzacher Zaier (slowenisch Selščica). Sie stammten vorwiegend aus den Gebieten des damaligen Herzogtums Bayern. Ihre Mundart blieb in einigen Orten bis ins 20. Jahrhundert lebendig und verweist auf eine Herkunft aus Tirol (Pustertal), so in der Sprachinsel Zarz (Sorica) und im nahegelegenen Deutschruth (Nemški Rut), das zum Hochstift Aquileja gehörte.

### Neuzeit
Zum Zaierfeld (slowenisch Sorško polje), der Ebene zwischen Bischoflack und Krainburg (Kranj), und seinen Bewohnern schrieb Valvasor 1689 in seiner Landesbeschreibung des Herzogtums Krain: „Unter denselben / höret man dreyerley Sprachen; als die rechte creinerische / rechte Teutsche / und / drittens / die aus der Crainerisch und Teutschen unter  einander gemengte.“
Von den zahlreichen Rückschlägen durch Brände, Pest, Kriegseinwirkungen und andere Katastrophen erwies sich das Erdbeben von 1515 als besonders schwerwiegend, da es die Stadt fast völlig verwüstete; Bischof Philipp ließ sie allerdings rasch wieder aufbauen, und zwar in einer Form, wie sie bis heute gut erhalten geblieben ist.
Die Freisinger Bischofsherrschaft bestand bis 1803, dann fiel die Stadt an Österreich.
1888 gehörte Bischoflack zur Bezirkshauptmannschaft Krainburg im österreichischen Herzogtum Krain. Es hatte ein Bezirksgericht (Gerichtsbezirk Bischoflack), ein Kapuzinerinnenkloster und ein Ursulinenkloster, eine gotische Pfarrkirche, ein altes Schloss, Fabrikation von Wolldecken und Parketten.

### Zweiter Weltkrieg
Škofja Loka wurde am 13. April 1941 von italienischen Truppen besetzt. Die italienischen Behörden wurden am 17. April durch deutsche Behörden ersetzt. Die ersten Bürger der Stadt wurden am 6. Mai 1941 von der Gestapo verhaftet und in den folgenden Wochen wurden 26 Familien nach Serbien deportiert. Partisaneneinheiten waren während des gesamten Krieges in der Gegend aktiv. Am 9. Februar 1944 erschossen deutsche Truppen 50 Geiseln aus Rache für die Tötung eines deutschen Soldaten. Die Partisanen marschierten am 9. Mai 1945 in die Stadt ein.
Nach dem Krieg wurde die Burg Loka zur Unterbringung von Kriegsgefangenen und politischen Gefangenen genutzt. Im Rahmen vom Massenhinrichtungen entstanden in der Stadt und im Umland zahlreiche Massengräber.

## Sehenswürdigkeiten

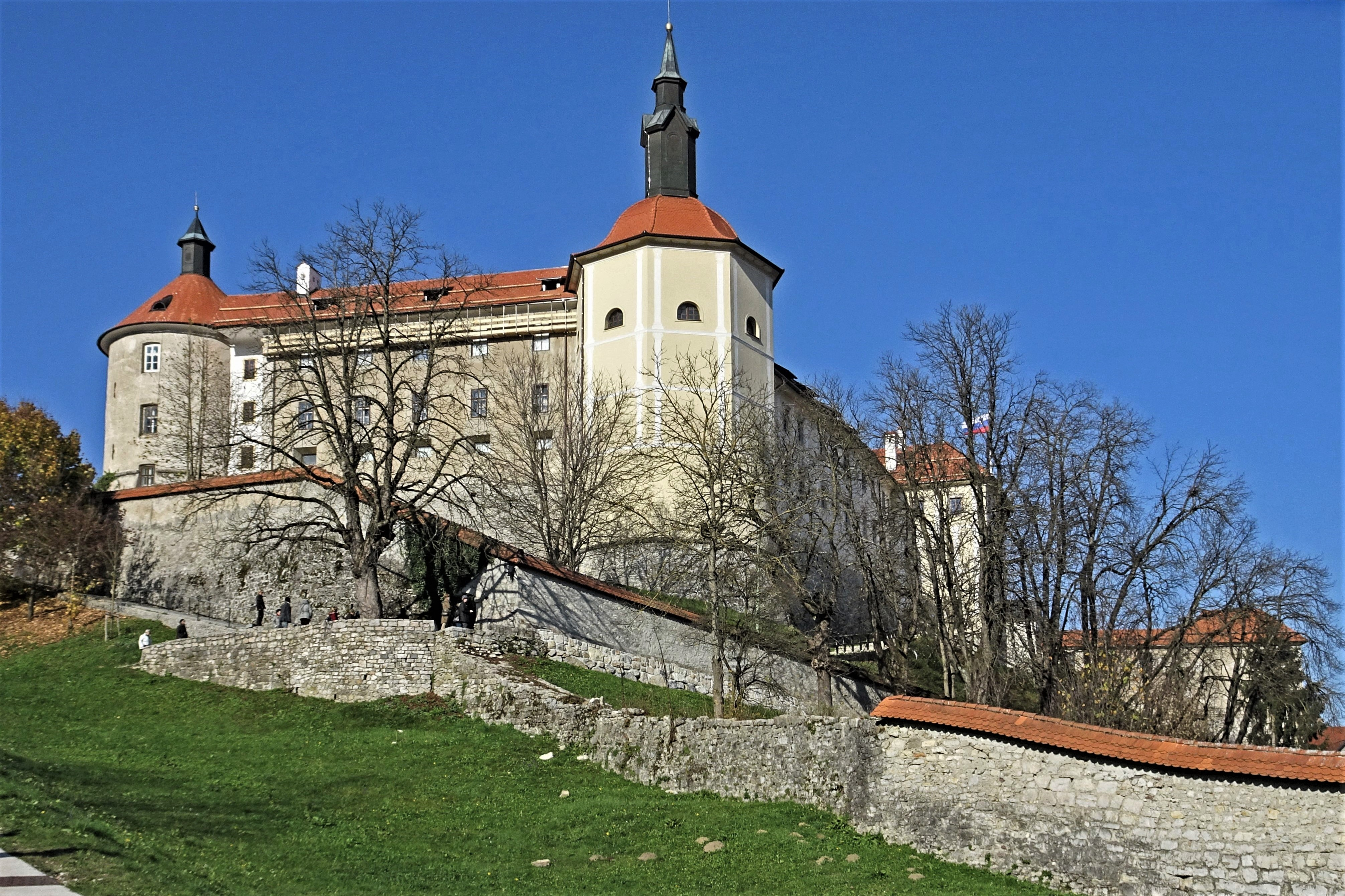
Schloss Skofja Loka

Sehenswert ist vor allem das Stadtzentrum mit dem Stadtplatz (mestni trg) sowie der Untere Platz (spodnji trg); darüber befindet sich das
- Stadtschloss des Bischofs. Dieses wurde 1202 als castrum firmissimum, also als sehr stark befestigtes Schloss bezeichnet. Das Schloss musste nach dem Erdbeben 1511 umfassend instand gesetzt werden. Heute beherbergt es ein Museum. Die der hl. Lucia geweihte Schlosskapelle hat einen achtseitigen Grundriss und ist mit Barockaltären ausgestattet. Die Kuppel ist mit Stuck und Malerei verziert. Die Kapelle wird zurzeit (Herbst 2018) restauriert.

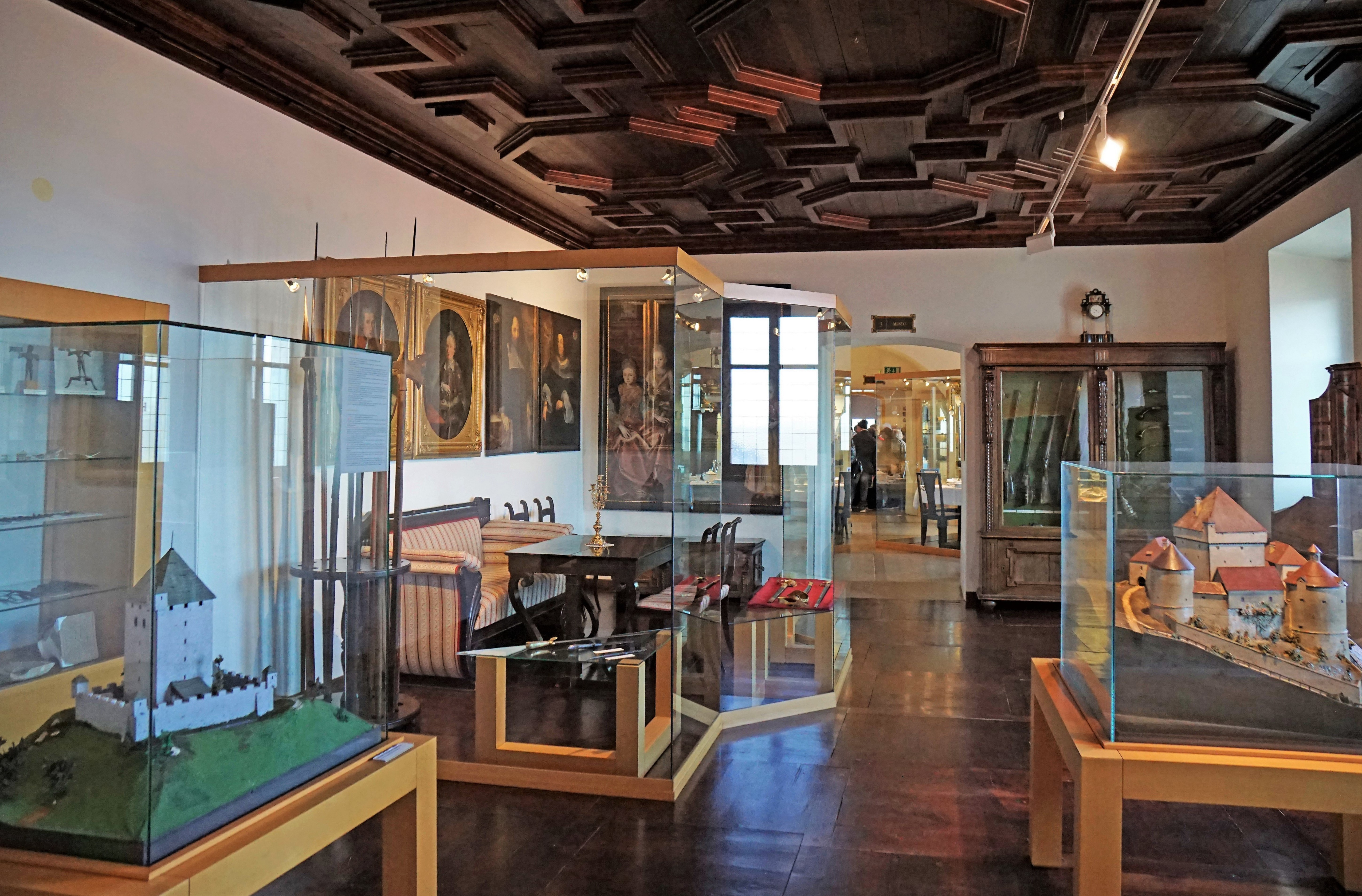
Blick ins Schlossmuseum
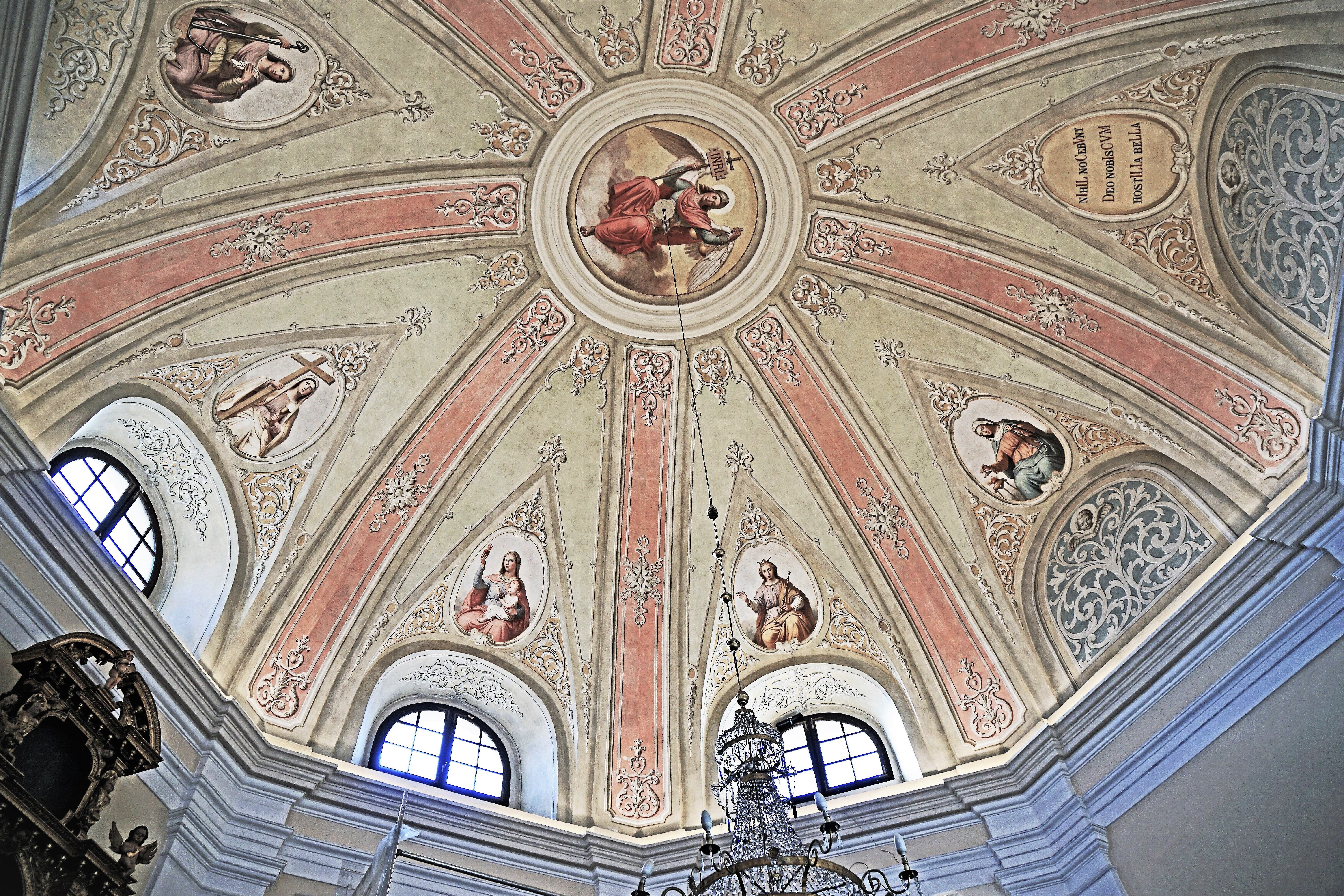
Blick in die Kuppel der Schlosskapelle
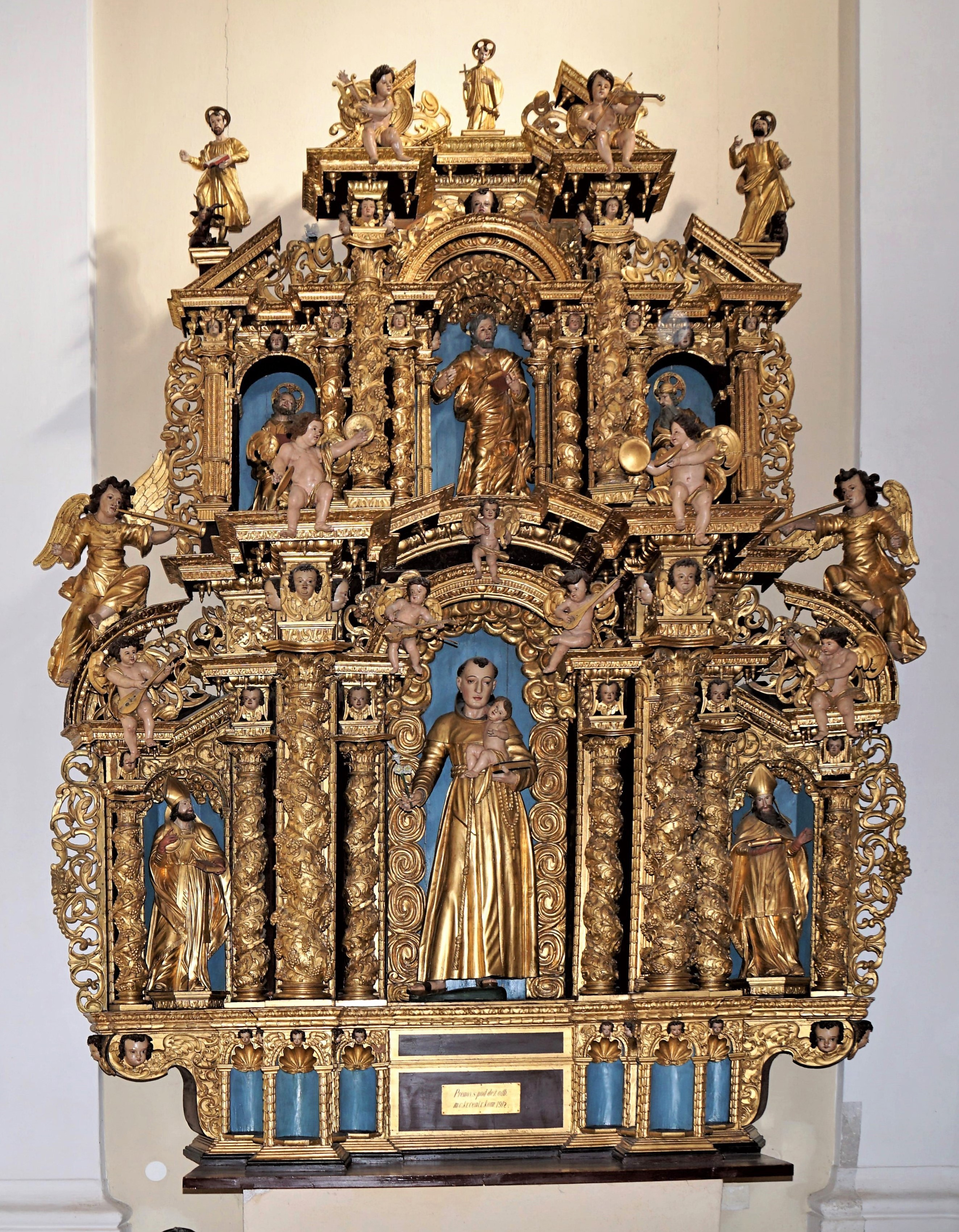
Ein Altar der Schlosskapelle

- Die Jakobskirche wurde 1471 auf den Fundamenten einer älteren Kirche errichtet. Das Steinrelief des Tympanons im Spitzbogen des gotischen Westportals zeigt Jesus im Garten Getsemani. Die drei Schiffe des spätgotischen Hallenbaus sind gleich hoch. An das Mittelschiff schließt sich der Chor mit 3/8-Schluss und dreijochigem Sternrippengewölbe mit Stichkappen.

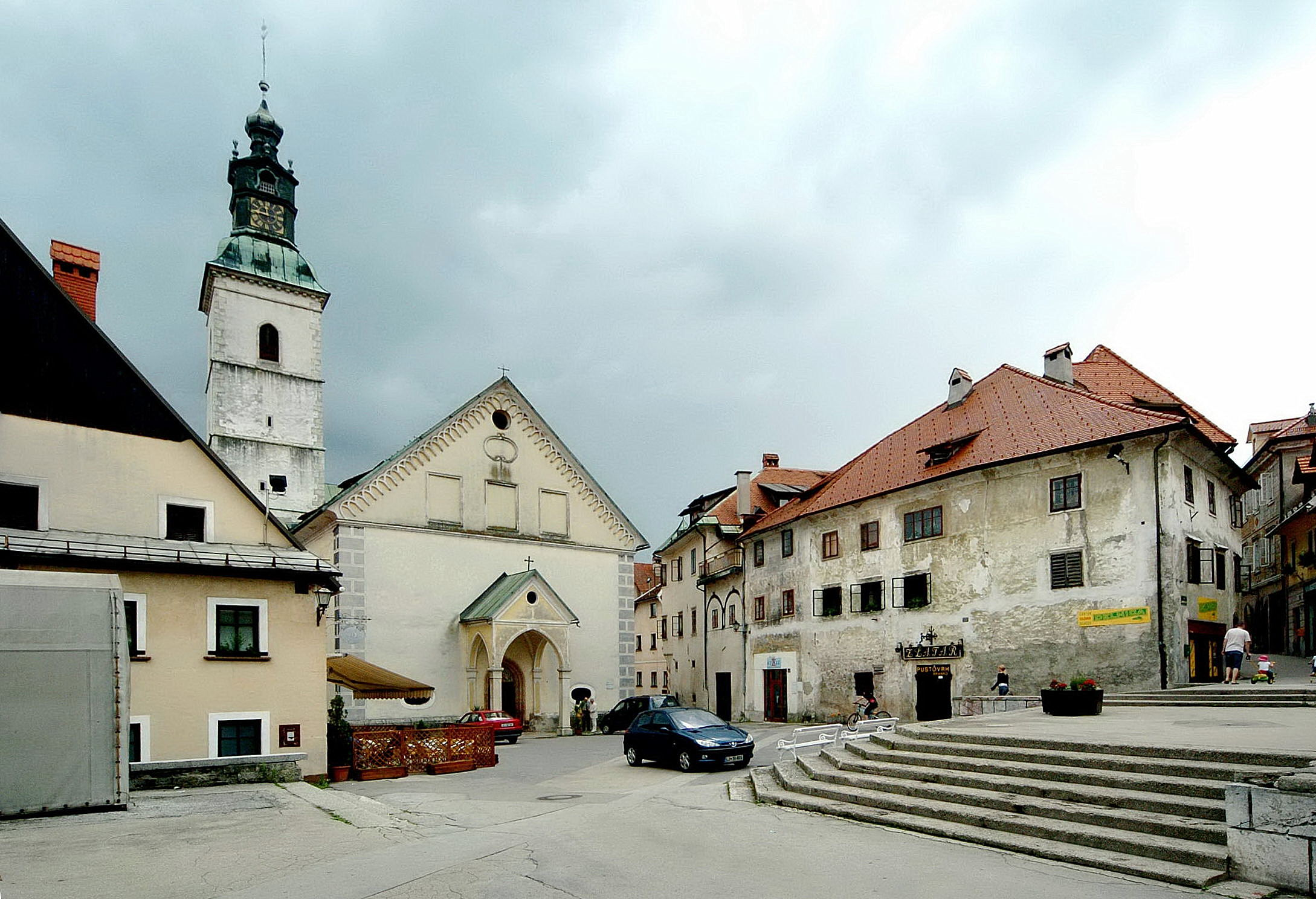
Jakobskirche

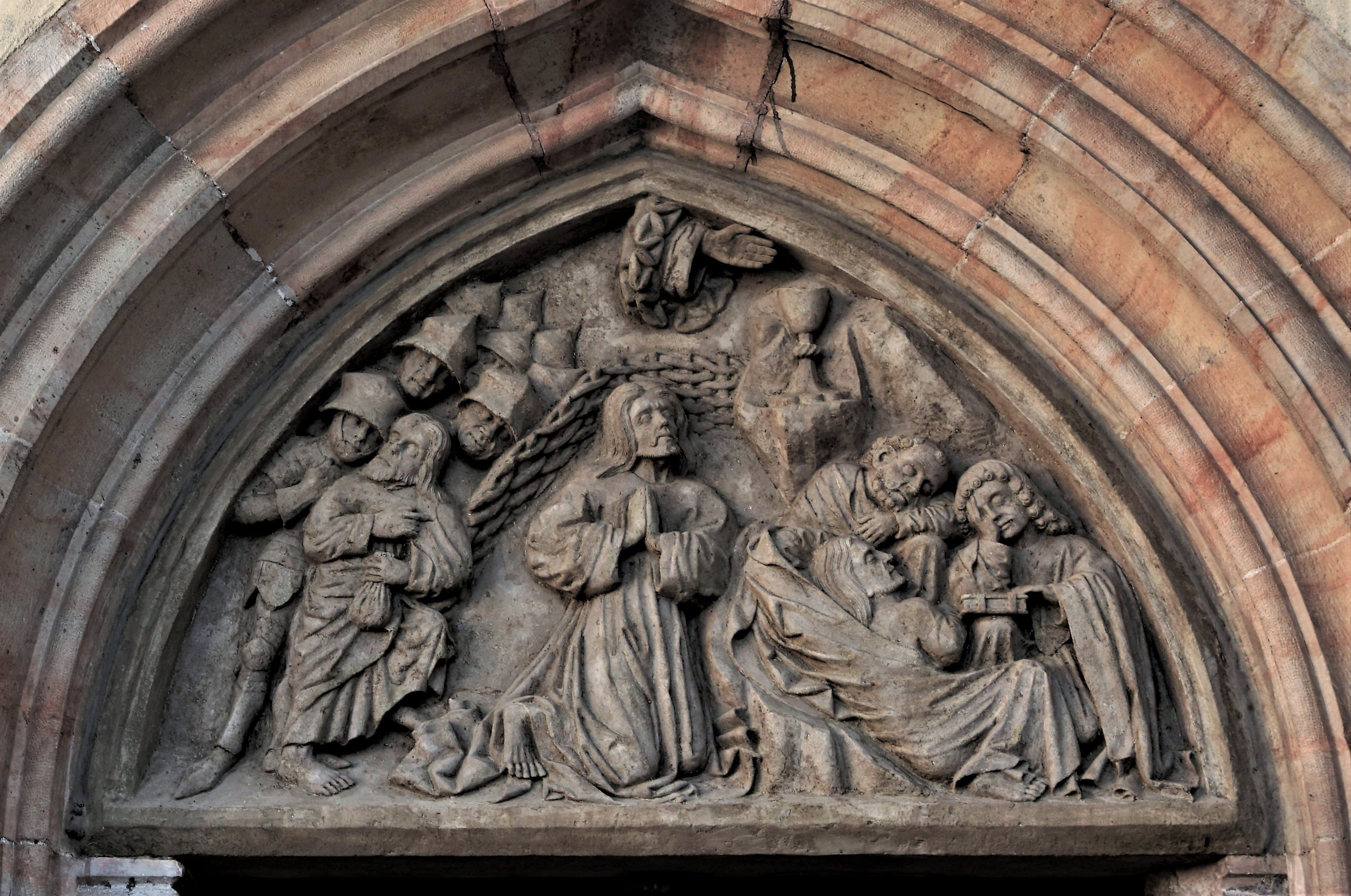
Tympanon des Westportals
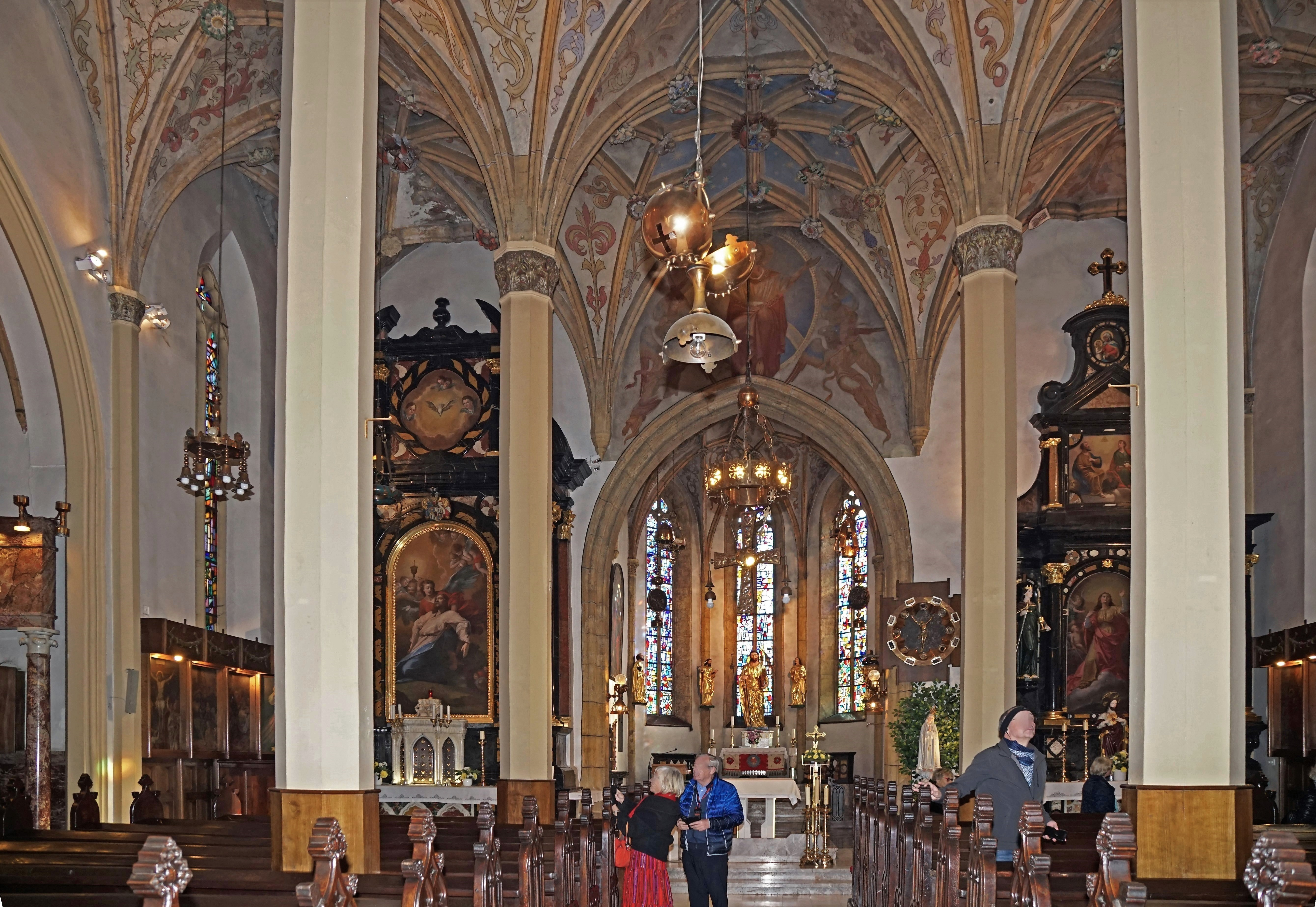
St. Jakob, Innenansicht
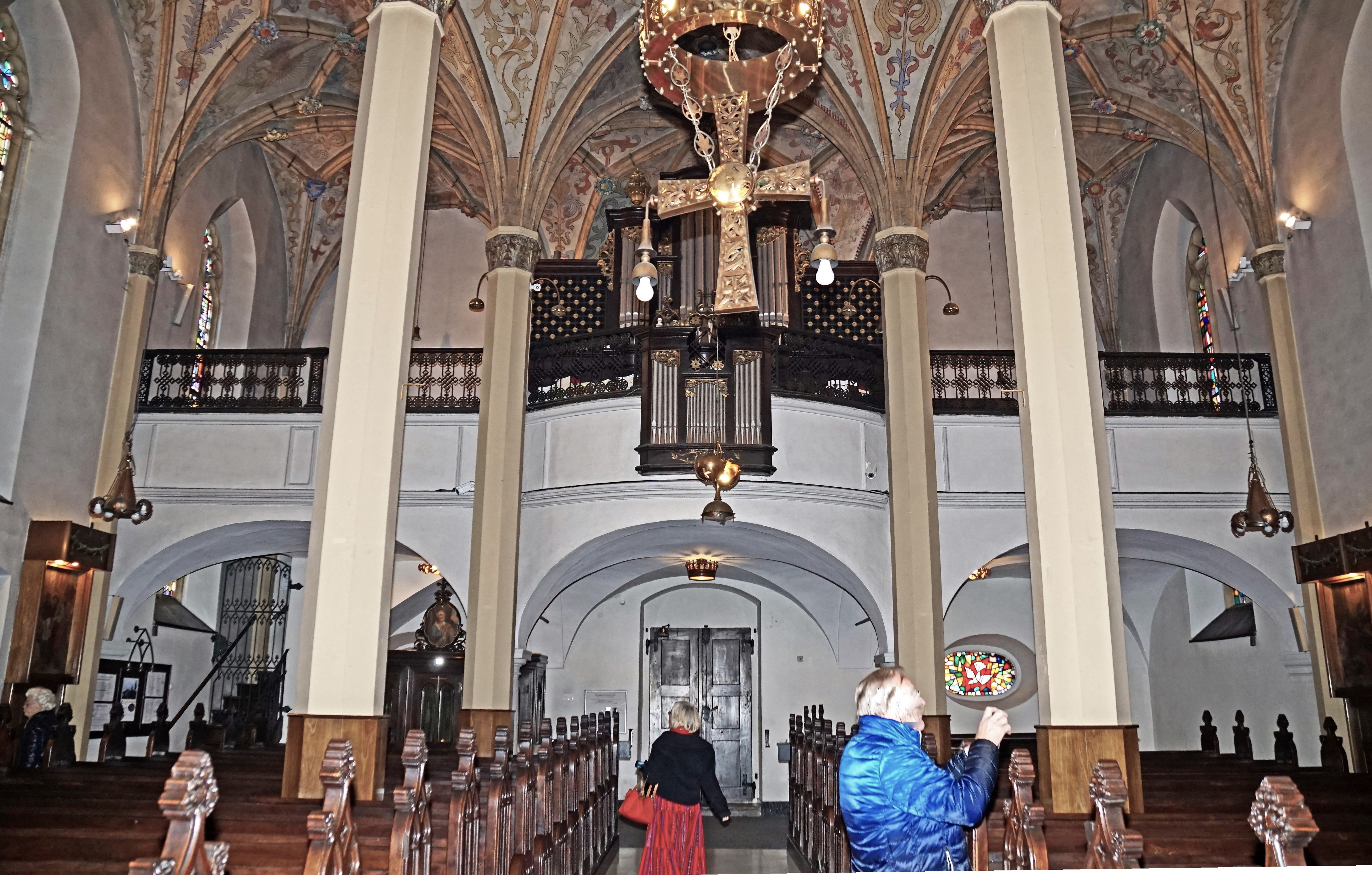
Blick gegen die Orgelempore
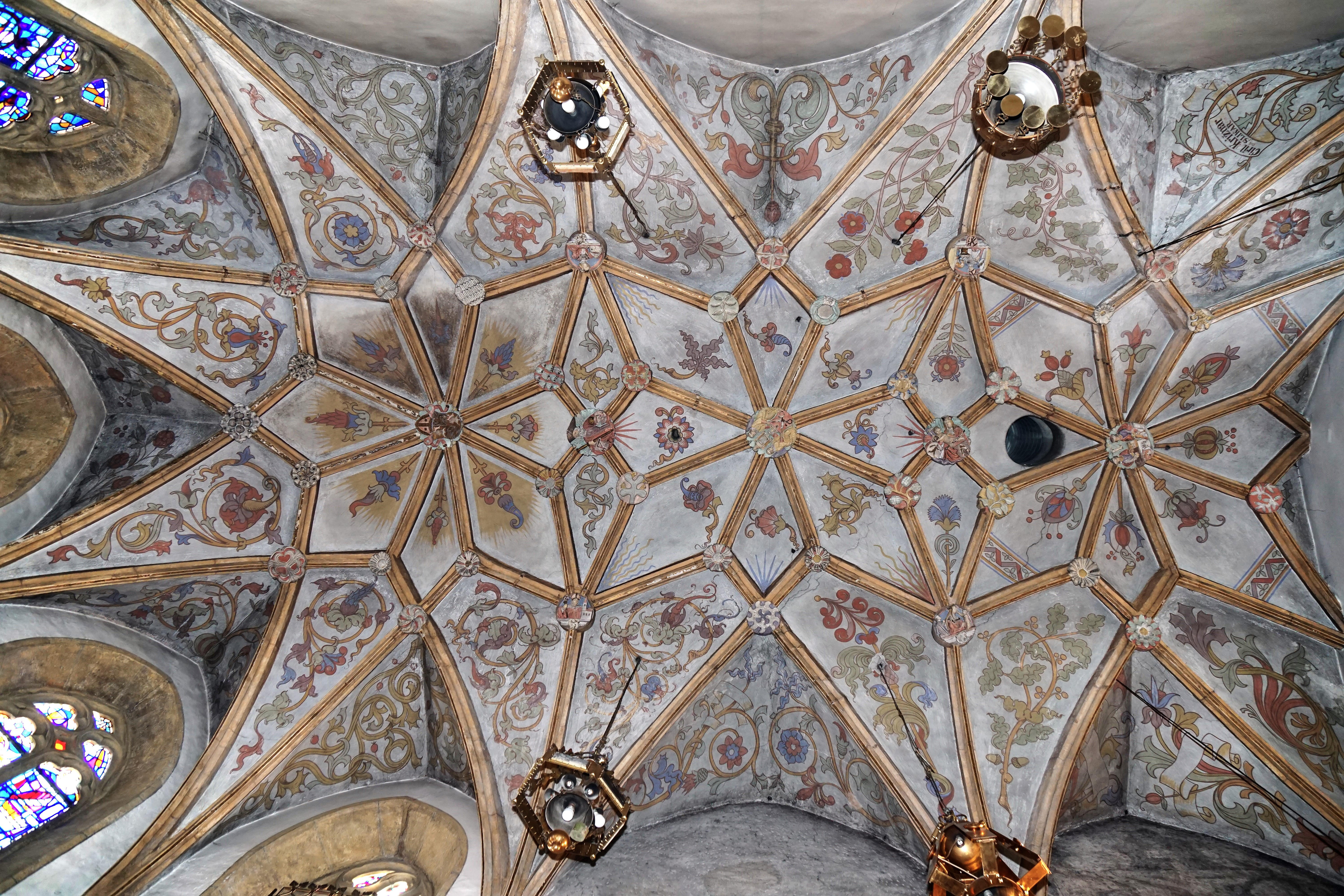
Chorgewölbe
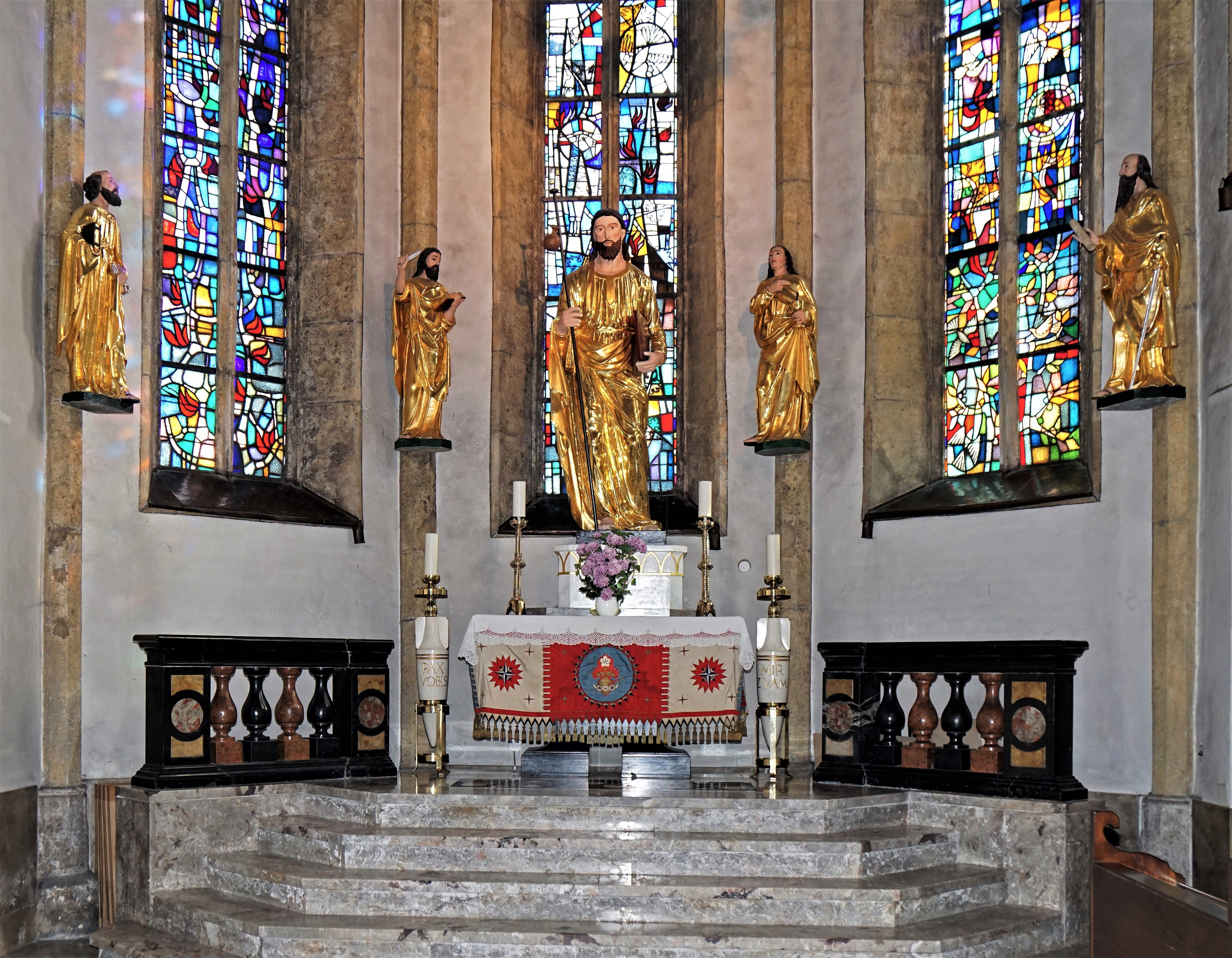
Der Hauptaltar

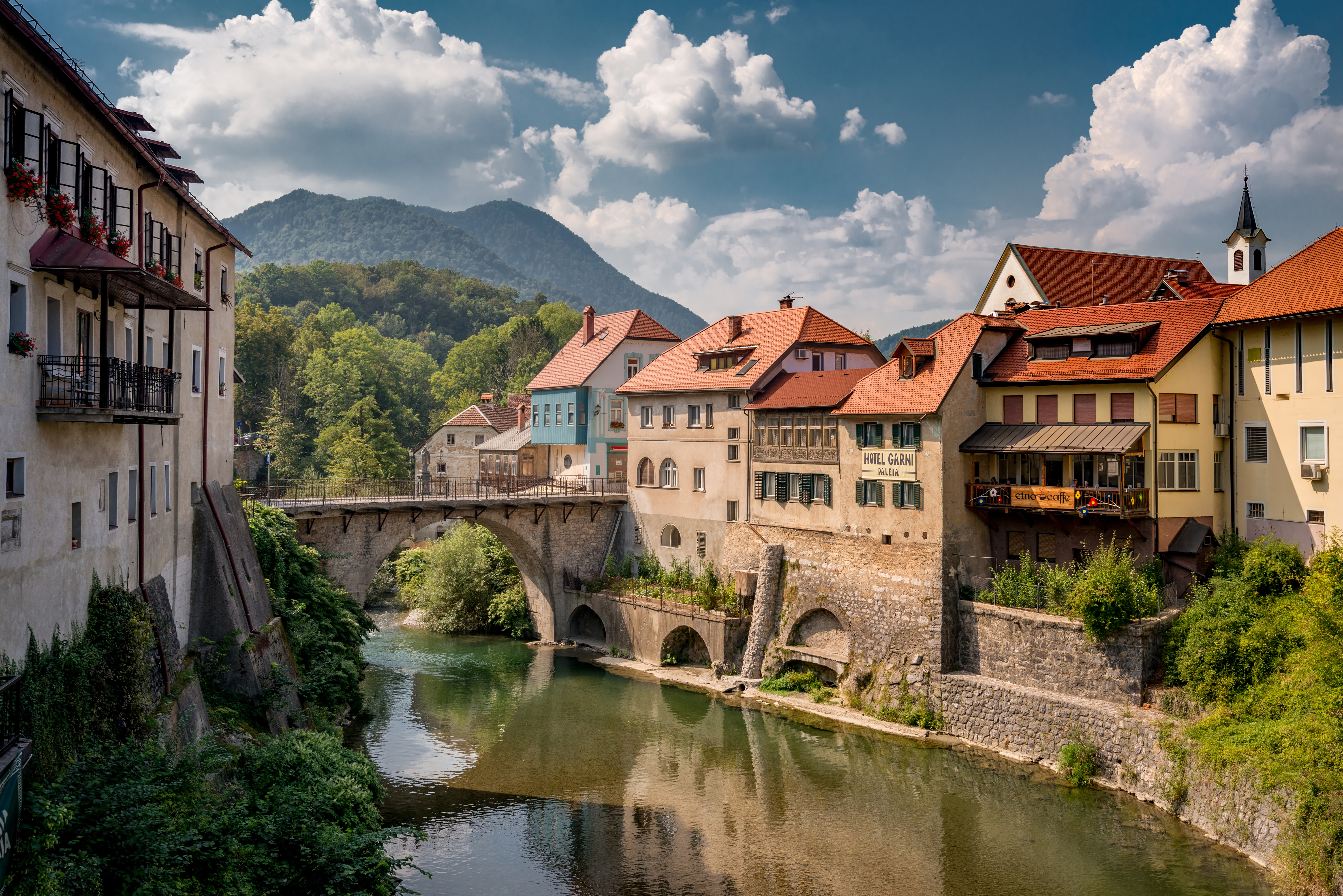
Kapuzinerbrücke über die Sora

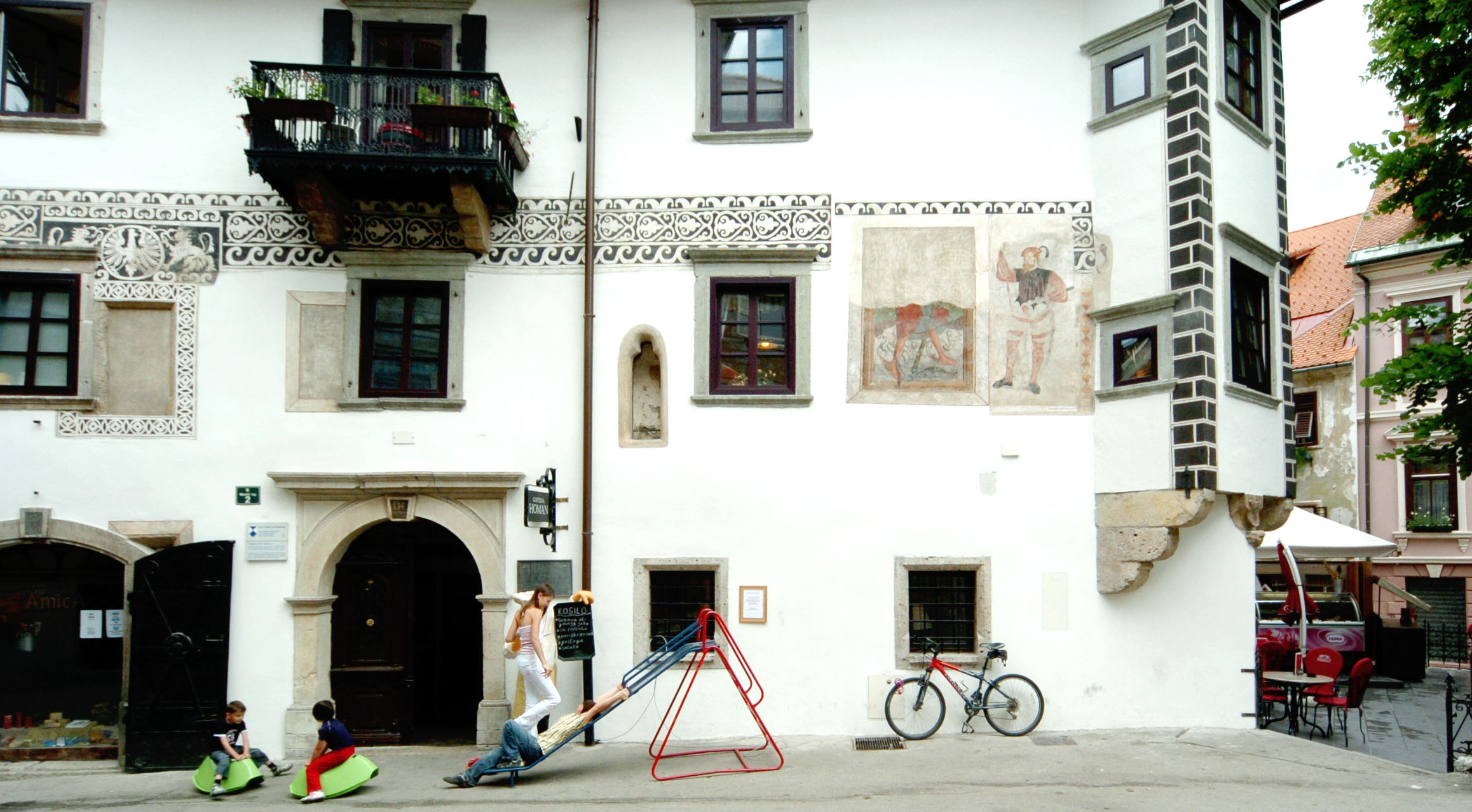
Homan-Haus

- Die Nonnenkirche (Maria Immaculata) stammt aus dem Jahr 1358 und wurde 1669 barock umgebaut. Als Klarissenkloster gegründet, ging das Haus 1782 in den Besitz der Ursulinen über, die dort eine Mädchenschule einrichteten.
- Die Kapuzinerbrücke wurde auf Initiative des Bischofs Leopold im 14. Jahrhundert gebaut, der kurz nach Fertigstellung auch ihr erstes Opfer wurde: Er stürzte bei einem Ritt über die geländerlose Brücke von ihr hinunter in den Bach und ertrank. Seit 1888 besitzt sie ein Eisengeländer und eine Statue des Brückenheiligen Nepomuk.
- Das Homan-Haus wurde nach dem Erdbeben von 1511 erbaut. Es ist ein Stadtpalast mit drei Etagen, der spätgotische mit Renaissance-Elementen verbindet.
- Der Getreidespeicher: Er diente der Aufbewahrung von Naturalabgaben und wurde nach dem Erdbeben von 1511 renoviert.
- Die Spitalkirche war ursprünglich ein Armenhaus, das 1547 errichtet wurde. 1698 wurde der Bau ein Opfer der Flammen und musste neu errichtet werden.
- Das Žigon-Haus, ein Bau aus dem 16. Jahrhundert, dient heute der Stadtverwaltung.
- Das Alte Rathaus am Mestni trg wurde im 16. Jahrhundert erbaut; eine Restaurierung der Fassade im Jahre 1972 förderte barocke Fresken zutage.

## Kultur
Škofja Loka ist der Schauplatz weithin bekannter Passionsspiele. Sie wurden 1721 von Pater Romuald, einem Kapuzinermönch, geschrieben und enthalten zwanzig Szenen aus dem Alten und Neuen Testament. Dieses Werk im Geiste slowenischer Bußprozessionen wird mit erheblichem Aufwand alle sechs Jahre in Form einer Prozession durch das mittelalterliche Stadtzentrum veranstaltet. Im Jahr 2009 besuchten 24.000 Zuschauer das Schauspiel, in dem 80 Reiter und 800 Statisten die Schauspieler an verschiedenen Aufführungsplätzen unterstützten. Diese Veranstaltung wurde 2016 in die UNESCO-Liste des immateriellen Kulturerbes der Menschheit aufgenommen.

## Persönlichkeiten
- Nina Bednarik (* 1982), Freestyle-Skierin
- Jan Oblak (* 1993), Fußballspieler